# Misteltein
Misteltein war eine Black-Metal-Band aus Schweden.

## Bandgeschichte
Misteltein wurde 1996 in Malmö von Seron (Sänger), Nagrinn (E-Gitarre), Karagat (E-Bass) und Alex (Schlagzeug) gegründet. Alex wurde bald von Nirag ersetzt und die Besetzung durch Hel (Keyboard) und Baalzephon (E-Gitarre) ergänzt. Nach dem  Demo Spawn of the Phantom Moon erhielt die Band im Mai 1999 einen Plattenvertrag bei No Fashion Records und begann bald darauf mit den Aufnahmen für das Debütalbum. Nach Beendigung der Aufnahmen wurde Gitarrist Baalzephon durch Mishrack ersetzt. Die Veröffentlichung verzögerte sich, so Rape in Rapture im Juli 2000 erschien erst im Juli 2000 erschien. Es stieß auf positive Resonanz und konnte weltweit vertrieben werden.
Ein Jahr später begannen im Studio Berno die Aufnahmen zum zweiten Album Divine.Desecrate.Complete., das im Herbst 2001 erschien. Das Album mit dem Titel. Ein Gastsolo stammt von Johan Axelsson, Gitarrist bei Deranged und Murder Corporation.
Im Oktober 2001 ging Misteltein zusammen mit God Dethroned auf Tour durch Europa. Vorher verließ jedoch Mishrack die Band und wurde vorübergehend durch Ahldrathan ersetzt. Nach der Tour verließ wiederum Karagat die Band. 2002 folgte ihm Mishrack, der sich vor allem um seine Hauptband Soilwork kümmern wollte. Für 2003 war ein neues Album angekündigt, doch nach einem Streit 2002 verließen Nargrinn und Keyboarderin Hel die Band und ließen sich hinter dem Rücken der anderen Mitglieder 2004 den Namen Misteltein rechtlich schützen. Die verbliebenen Mitglieder hatten zu dieser zeit bereits ein Album eingespielt und einen Vertrag mit Regain Records unterschrieben. So benannte sich die Gruppe in Fall ov Serafim um.
Das ehemalige Bandmitglied Patrik Mårtensson (Baalzephon) verstarb am 29. September 2009 an einer Krebserkrankung.

## Musikstil
Misteltein spielten stark von Dimmu Borgir und Cradle of Filth beeinflussten Symphonic Black Metal.

## Diskografie
- 1998: Spawn of the Phantom Moon (Demo)
- 2000: Rape in Rapture (No Fashion Records)
- 2001: Divine.Desecrate.Complete. (No Fashion Records)